# دوک‌نشین بزرگ هسن

دوک‌نشین بزرگ هسن در قالب رایش آلمان از ۱۸۷۱ تا ۱۹۱۸

دوک‌نشین بزرگ هسن (به آلمانی: Großherzogtum Hessen und bei Rhein) یک دوک‌نشین در غرب آلمان بود. این دوک‌نشین در سال ۱۸۰۶ از به هم پیوستن لنت‌گراف‌نشین هسن–دارمشتات و چند دولت محلی کوچک‌تر دیگر ایجاد شد و عضوی از کنفدراسیون راین بود. پایتخت این دوک‌نشین شهر دارمشتات بود. پس از پایان جنگ‌های ناپلئون در سال ۱۸۱۵، نام خود را در سال ۱۸۱۶ تغییر داد تا خود را از انتخابگرنشین هسن که از همسایه آن لنت‌گراف‌نشین هسن-کاسل تشکیل شده بود، متمایز کند. به صورت محاوره‌ای، دوک‌نشین بزرگ همچنان با نام سابق «هسن–دارمشتات» شناخته می‌شد. دوک‌نشین هسن سال ۱۸۱۵ عضو کنفدراسیون آلمان شد، بین سال‌های ۱۸۶۷ تا ۱۸۷۱ عضو کنفدراسیون آلمان شمالی بود و نهایتاً سال ۱۸۷۱ به امپراتوری آلمان پیوست. هسن بعد از شکست آلمان در جنگ جهانی اول در سال ۱۹۱۸ به جمهوری تبدیل شد.